# النظامية (طائفة)
النظامية فرقة من فرق المعتزلة المسلمين.

## مؤسس النظامية
إبراهيم بن سيار النظّام وكان ينظم الخرز في البصرة بالعراق وسمي النظّام والمعتزلة يموهون على الجهلة والعوام بدينه ويوهمون أنه كان نظاماً للكلام المنثور والشعر الموزون وكان هذا الرجل ممن طالع كثيراً من كتب الفلاسفة وخلط كلامهم بكلام المعتزلة وإلا الننظامية تعد فرقة من فرق المعتزلة وانفرد بأمور سنبينها.

## المسائل التي خالفت فيها النظامية مذهب المعتزلة
1. أنه زاد على القول بالقدر خيره وشره قوله إن الله لايوصف بالقدرة على الشرور والمعاصي وليست هي مقدورة للباري تعالى خلافاً لأصحابه فإنهم قضوا بأنه قادرٌ عليها لكنه لايفعلها لأنها قبيحة فصار أقبح قولاً منهم في هذه المسألة.
2. قوله في الإرادة أن الباري تعالى ليس موصوفاً بها على الحقيقة فإذا وصف بها شرعاً في أفعاله فالمراد بذلك انه خالقها ومنشئها على حسب ماعلم، وإذا وصف بكونه مريداً لأفعال العباد فالمعنى به أنه آمربها وناهٍ عنها.
3. قوله ان أفعال العباد كلها حركات فحسب والسكون حركة اعتماده والعلوم والإرادات حركات النفس ولم يرد بهذه الحركة حركة النقلة وإنما الحركة عنده مبدأ تغير ما كما قالت الفلاسفة من اثبات حركات في الكيف والكم والوضع والأين والمتى، إلى أحوالها
4. أنه وافق المعتزلة في قولهم في الروح واختلف معهم في أن الروح جسم لطيف مشابك للبدن مداخل للقالب أجزائه المائية في الورد (أي كالماء في الورد) والدهنية في السمسم والسمنية في اللبن وقال: إن الروح هي التي لها قوة واستطاعة وحياة ومشيئة وهي مستطيعة بنفسها والاستطاعة قبل الفعل والمعتزلة يقولون: أن الإنسان هو النفس والروح والبدن آلتها وقالبها
5. كل ماجاوز محل القدرة فهو من فعل الله بإيجاب الخليقة، أي أن الله طبع الحجر طبعاً وخلقه فإذا دفعته اندفع وإذا بلغ قوة الدفع مبلغها عاد الحجر إلى مكانه طبعاً
6. أنه وافق الفلاسفة في قولهم كل جزء لاإلى نهاية وأن الله يستحيل كونه عالماً ومحيطاً بآخر جزء أو بآخر هذه الأجزاء وأحث قولاً عجيباً في ذلك وهو مايسمى بالطفرة (يقصد بها القفز وهو الانتقال السريع بين الأجزاء) وذكر مثالاً وذلك ماألزم مشي نملة على صخرة من طرف إلى طرف أنها قطعت مالايتناهى وكيف يقطع مايتناهى مالا يتناهى فأخبر أنه تقطع بعضه ابلمشي وبعضه بالطفرة.
7. قوله أن الجوهر مؤلفٌ من أعراض اجتمعت ووافق هشام بن الحكم في قوله أن الألوان والطعوم والروائح أجسام فتارة يقضي بكون الأجسام أعراضاً وتارة يقضي بكون الأعراض أجساماً.
8. أن الله خلق الموجودات دفعة واحدة علة ماهي عليها الآن معادن ونباتاً وحيواناً وإنساناً ولم يتقدم خلق آدم خلق أولاده أكمن بعضها في بعض (من الكمون) فالتأخر والتقد إنما يقع في ظهورها من مكانها دون حدوثها ووجودها وإنما أخذ هذه المقالة من أصحاب الكمون والظهور من الفلاسفة [ وأكثر ميله إلى تقرير الطبيعيين منهم دون الإلهيين ] كما يقوله أبي الفتح الشهرستاني صاحب كتاب (الملل والنحل)
9. قوله في إعجاز القرآن أنه من حيث الإخبار عن الأمم والأمور الماضية والآتية ومن جهة صرف الدواعي من النعارضة ومنع العرب عن الاهتمام به جبراً وتعجيزاً حتى لو خلاهم لكانوا قادرين على أن يأتوا بسورة من مثله بلاغة وفصاحة ونظماً
10. قوله في الإجماع أنه ليس بحجة في لشرع وكذلك القياس في الأحكام الشرعية لايجوز أن يكون حجة وإنما الحجة في الإمام المعصوم.
11. ميله إلى الرفض ووقيعته في كبار الصحابة قال أولاً لاإمامة إلا بالنص والتعيين ظاهراً مكشوفاً وقد نص النبي صلى الله عليه وسلم على علي كرم الله وجهه في مواضع وأظهره إظهاراً لم يشتبه على الجماعة إلا أن عمر كتم ذلك، وكذب بعض الصحابة رضوان الله عليهم في روايتهم كابن مسعود وأنكر انشقاق القمر
12. قوله في التفكر قبل ورود السمع أنه إذا كان عاقلاص متمكناً من النظر يجب عليه تحصيل معرفة الباري تعالى بالنظر والإستدلال وقال بتحسين العقل وتقبيحه في جميع مايتصرف فيه من أفعاله وقال لابد من خاطرين، أحدهما يأمر بالإقدام والآخر بالكف ليصح الاختيار
13. تكلم في مسائل الوعد والوعيد وقال: أن من خان في مائة وتسعة وتسعين درهماً بالسرقة أو الظلم لم يفسق بذلك حتى تبلغ خيانته نصاب لزكاة وهو مائتا درهم فصاعداً وقال في المعاد أن أطفال المسلمين الذين يموتون وهم صغار ليس لهم تفضيل بدرجة على الحيوانات كالحيات والعقارب بل ذهب وأبعد النجعة حيث قال لاتفضيل للأنبياء إلا بمثل تفضيلنا على البهائم.